# 罗曼·哈姆尔利克
罗曼·哈姆尔利克（捷克語：Roman Hamrlík，1974年4月12日—），捷克男子冰球运动员。他曾代表捷克国家队参加1998年和2002年冬季奥林匹克运动会冰球比赛，其中1998年冬季奥运会获得一枚金牌。